# Giro dell'Emilia 1999
Il Giro dell'Emilia 1999, ottantaduesima edizione della corsa, si svolse il 25 settembre 1999 su un percorso di 198 km. La vittoria fu appannaggio dell'olandese Michael Boogerd, che completò il percorso in 5h00'20", precedendo i connazionali Massimo Donati e Marcello Siboni.
Sul traguardo di San Luca 39 ciclisti, su 184 partiti da Ferrara, portarono a termine la competizione.

## Ordine d'arrivo (Top 10)
| Pos. | Corridore            | Squadra                   | Tempo    |
| ---- | -------------------- | ------------------------- | -------- |
| 1    | Michael Boogerd      | Rabobank                  | 5h00'20" |
| 2    | Massimo Donati       | Vini Caldirola-Sidermec   | a 20"    |
| 3    | Marcello Siboni      | Mercatone Uno             | a 40"    |
| 4    | Jean-Cyril Robin     | La Française des Jeux     | a 46"    |
| 5    | Francesco Casagrande | Vini Caldirola-Sidermec   | a 1'07"  |
| 6    | Sergio Barbero       | Mercatone Uno             | s.t.     |
| 7    | Dave Bruylandts      | Palmans-Ideal             | s.t.     |
| 8    | Roberto Sgambelluri  | Cantina Tollo-Alexia All. | s.t.     |
| 9    | Mirko Celestino      | Team Polti                | a 1'15"  |
| 10   | Marco Serpellini     | Lampre-Daikin             | s.t.     |